# 크리스틴 라티
크리스틴 라티(Christine Lahti, 1950년 4월 4일 ~ )는 미국의 배우이다.

## 영화
- 용감한 변호사
- 허공에의 질주
- 유쾌한 사랑
- 하이드어웨이 (1995년 영화)
- 스마트 피플
- 옵세스
- 어 뷰티풀 데이 인 더 네이버후드

## 텔레비전
- 남자의 진실
- 시카고 메디컬
- 프레이저 (시트콤)
- 앨리 맥빌
- 스튜디오 60
- 하와이 파이브-0
- 블랙리스트 (드라마)
- 굿 와이프
- 굿 파이트
- 이블 (드라마)
- 커브 유어 엔수지애즘